# C'est pas parce qu'on est petit qu'on peut pas être grand
Pour plus de détails, voir Fiche technique et Distribution.
C'est pas parce qu'on est petit qu'on peut pas être grand (The Great Land of Small) est un film canadien réalisé par Vojtěch Jasný, sorti en 1986. 
C'est le cinquième film de la série des Contes pour tous produite par Rock Demers. Le film a été novélisé par Viviane Julien et publié par Québec Amérique en 1987.

## Synopsis
Dans les bois, deux enfants, Jenny et David, rencontrent une créature semblable à un Leprechaun. Un chasseur malfaisant lui a volé sa poussière d'or. 

## Fiche technique
- Titre original : The Great Land of Small
- Titre français : C'est pas parce qu'on est petit qu'on peut pas être grand
- Réalisation : Vojtěch Jasný
- Scénario : David Sigmund
- Photographie : Michel Brault
- Montage : Hélène Girard
- Musique : Normand Dubé, Guy Trépanier
- Producteur : Pierre David, Rock Demers, Lorraine Du Hamel, David Sigmund
- Société de production : Les Productions La Fête Inc., Mimmick Productions, Téléfilm Canada
- Sociétés de distribution : New World Pictures
- Langues : anglais et français
- Format : Couleur - 1.85 : 1 - son Dolby Digital
- Genre : Film de fantasy pour enfants
- Durée : 93 minutes
- Dates de sortie :
  -  Canada : 1986
  -  États-Unis : 4 septembre 1987

## Distribution
- Karen Elkin : Jenny
- Michael Blouin : David
- Michael J. Anderson : Fritz / le roi
- Ken Roberts : Flannigan / Munch
- Rodrigue "Chocolat" Tremblay : Mimmick
- Lorraine Desmarais : Linda / la reine
- Michelle Turmel : Sarah
- Gilles Pelletier : Grandpa
- Françoise Graton : Grandma
- André Mélançon : le gardien
- Jack Langedijk : Patrick O'Toole